# 大浦為則
大浦 為則（おおうら ためのり）は、戦国時代の武将。津軽為信の養父。

## 略歴
大浦政信の嫡男として誕生。天文10年（1541年）、父・政信が戦死したため家督を相続する。堀越城の武田氏を降すと、弟・守信を同氏に養子として送り込む。
生来、病弱なため政務を家臣に任せていたと言う。娘・阿保良（戌姫）を津軽為信に娶わせて養嗣子として迎えた。
青森県史では為信以前の大浦家の史料が少ないことから、為則から為信の家督相続が円滑に行われていなかったのではないかと推測している。
なお、天正13年（1585年）頃、為則の五男・六男（津軽為信の正室・阿保良の弟2人）が川遊び中に溺死したが、これは為信が後の家督争いを避けるため彼らを暗殺させたといわれている。

## 系譜
- 父：大浦政信
- 母：不詳
- 室：不詳
  - 女子：
  - 女子：阿保良 - 戌姫、お福。津軽為信正室
  - 男子：6人
- 養子
  - 男子：津軽為信（1550-1608）